# Horácké muzeum
Horácké muzeum je muzeum v Novém Městě na Moravě. Expozice muzea se zaměřují na lidovou kulturu v severní části moravského Horácka, sklářství, železářství, dějiny města a lyžařskou tematiku. Nejvíce exponátů se zabývá právě tématem lyžařství, výroby lyží a historie lyžování v oblasti Nového Města. Muzeum sídlí v budově původní renesanční radnice ze 16. století na Vratislavově náměstí. Dům byl přestavěn po požárech v 18. a 19. století, z původního objektu byla zachována renesanční hala a vstupní kamenný portál, dům původně patřil Mikuláši Bernhardovi a byl zakoupen městem v roce 1553, posléze byl v roce 1803 přestavěn do současné podoby.

## Historie
Horácké muzeum bylo založeno v roce 1892, původně mělo být na počet 300. výročí narození J. A. Komenského nazváno Muzeum J. A. Komenského. V roce 1893 začaly přípravné práce na národopisnou výstavu v Praze a začaly se sbírat předměty vhodné k vystavení. Předměty začaly shromažďovat v Novém Městě soukromé sběratelky Anna Jelínková a Kristina Letovská. První depozicí předmětů se staly prostory místní školy. Budovu školy obsadila reálka a předměty tak skončily na půdě budovy, až po přesunu reálné školy se předměty opět vrátily do prostor kabinetu školy. Předměty muzea zůstaly v prostorách školy až do roku 1906, posléze byly sbírkové předměty přesunuty do budovy tzv. nové radnice a v roce 1907 byly přesunuty do tzv. staré radnice. Správcem sbírem muzea byl J. F. Svoboda. Muzeum v začátku 20. století mělo dvě oddělení, prvním bylo umělecko-průmyslové a druhým historicko-archeologický a přírodnický. První expozice pro veřejnost byly otevřeny 25. října 1908.
Muzeum získalo budovu staré radnice do svého majetku v roce 1924, kdy jim byla věnována a upravena dle návrhů Karla Šíra a architekta Stanislava Sochora. Byly zbourány přístavky, vybourána okna do dvora, postaveno schodiště a upraveny místnosti v 1. patře a vstupní hala. Exteriéry byly rekonstruovány. Muzeum pak sídlilo v 1. patře budovy, v roce 1938 došlo k dalším úpravám fasády a nakreslení sgrafita městského znaku, autorem byl Karel Němec. Celá budova byla upravena na muzejní účely až v roce 1950, kdy byly adaptovány i ostatní prostory. Až do 70. let byl součástí muzea také byt průvodkyně muzea. Až do roku 1960 bylo muzeum spravováno dobrovolníky, po té bylo muzeum sloučeno s galerií a po roce 1982 se muzeum stalo pobočkou Okresního muzea ve Žďáře nad Sázavou, muzeum se osamostatnilo v roce 1992.
K rekonstrukci muzea došlo mezi lety 1989 a 1994, v roce 1998 byl upraven i dvůr domu a byla zde instalována replika mlýna z Víru. Muzeum posléze přešlo do majetku města.

## Expozice
Muzeum je zaměřeno na regionální témata a také na historii lyžařství. Další rekonstrukce se připravuje v rámci projektu v hodnotě 11 milionů korun v roce 2016, mělo by dojít k obnovení expozic a také k rekonstrukci samotné budovy muzea. Na půdě budovy by měl vzniknout nový prosklený depozitář. Na půdu se také přesunou expozice lyžování a v 1. patře vznikne nová expozice o Novém Městě na Moravě.

### Čas generací
Expozice pod názvem Čas generací zabírá přízemí muzea a je expozicí lidové kultury severní části moravského Horácka. V expozici jsou zobrazeny příklady lidové výroby s důrazem na textilní produkci a zpracování dřeva. Hlavními exponáty je tvorba řezbářů, hračky a výrobky lokálních tkalců.

### Výroba lyží a vývoj lyžování
V expozici s názvem Výroba lyží a vývoj lyžování je uvedena historie lyžařství v oblasti Nového Města na Moravě, kdy lyžovat se v oblasti mělo začít v 90. letech 19. století. První závody se měly ve městě odehrát 2. února 1910. První závody pod názvem Zlatá lyže se v Novém Městě odehrály v roce 1934. Expozice je zaměřena na historii lyžování a na výrobu lyží, v expozici jsou lyže od původních po moderní.

### Sklářství
Expozice pod názvem Sklářství uvádí lokální historii sklářské výroby v oblasti Nového Města, součástí sbírek je např. kolekce skla ze skláren na Vysočině, např. Milovy, Křížánky, Fryšava, Herálec a další. Hutě vznikaly v 16.–17. století a postupně zanikly.

### Železářství
Expozice s názvem Železářství uvádí historii železářství a výroby železa na území Novoměstska, první železářská výroba měla probíhat v oblasti od 15. století, k zániku došlo zhruba v 2. polovině 19. století, kdy došla ruda z místních zdrojů

### Školní třída
Expozice školní třídy z 30. let 20. století slouží k zobrazení původních školních lavic a je k užití pro skupiny návštěvníků.

### Dvůr – "Mlejnek z Víru"
Na dvoře muzejní budovy je umístěn tzv. Mlejnek z Víru, tj. replika Mlýna z Víru, kdy toto je figurální soubor inspirovaný prostředím mlýna. Kopie byla zhotovena v roce 1996 Josefem Filpem, došlo také k rozšíření o náhon s vodníkem.